# هاري بيترز
هاري بيترز (بالهولندية: Harry Peeters)‏ هو مؤرخ وموسيقي وعالم نفس ومغني هولندي، ولد في 3 أكتوبر 1931، وتوفي في 17 نوفمبر 2012.